# Kørecomputer
Ved kørecomputer forstås i køretøjer et visningsapparat, hvormed forskellige informationer kan fremkaldes. Informationerne vises som regel i kombiinstrumentet eller på en separat skærm i midterkonsollen eller på instrumentbrættet.
Til de tilgængelige informationer kan f.eks. høre:
- Gennemsnitsforbrug
- Momentant forbrug
- Serviceintervaller
- Motoroliestand/-temperatur
- Dæktryk
- Batteriladestand
- Henvisning om brug af sikkerhedsseler
- Gennemsnitshastighed
- Tilbageværende rækkevidde med den tilstedeværende brændstofstand
- Resterende brændstofmængde/advarsel om lav brændstofstand
- Tilbagelagt køretid
- Ud- og indvendig temperatur
- Tid/dato

Kørecomputere har tidligere som oftest været merprispligtigt ekstraudstyr, men har siden 2000'erne i flere og flere bilmodeller udviklet sig til standardudstyr. De første kørecomputere benyttede LCD-displays til visning af informationerne, som i nogle tilfælde stadigvæk benyttes i dag.
Nogle kørecomputere har også mulighed for visning af radio- og telefoninformationer samt informationer om klimaanlæg. Også tidligere separate målere som f.eks. oliestands- og bremseslidmålere er i mange tilfælde i dag integreret i kørecomputeren. I mange biler med navigationssystem vises informationer fra dette også på kørecomputeren. Også afstandsadvarsel og andre funktioner kan være tilgængelige.
Det er i dag ligeledes almindeligt, at kørecomputeren ikke længere er en ren visningsenhed, men ligeledes tjener til f.eks. indstilling af parkeringshjælpens lydstyrke eller instrumentbelysningens lysstyrke.
Mange moderne kørecomputere kan også betjenes via en berøringsfølsom skærm (f.eks. i Lexus GS) eller kan ved hjælp af et head-up display vise forskellige informationer i forruden (f.eks. i Chevrolet Corvette eller Toyota Prius).
Kendte fabrikanter af kørecomputere er bl.a. Continental, Magneti Marelli, Bosch, Motorola og Telefunken.